# Whamola

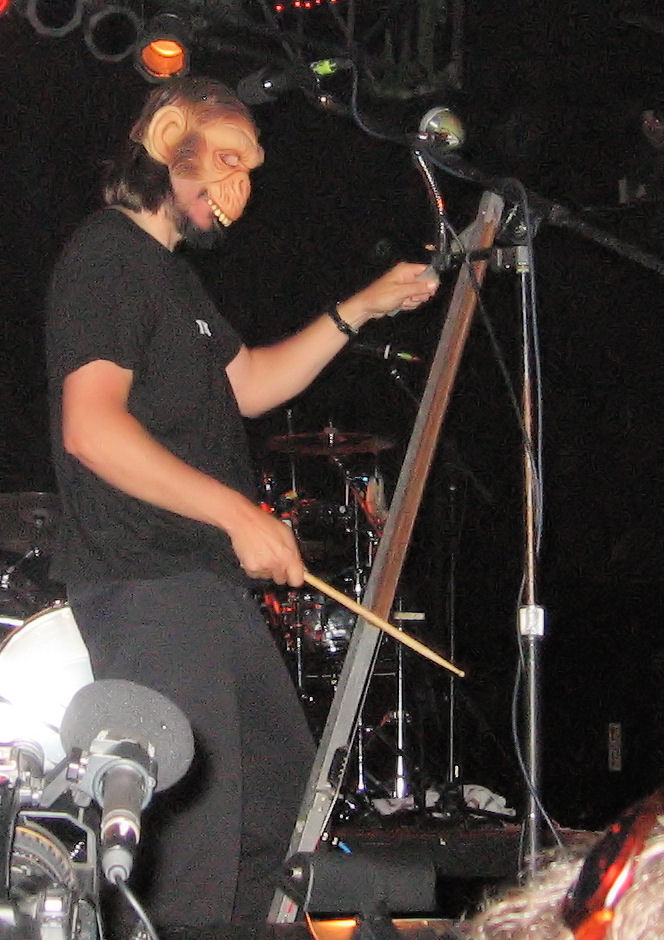
Primus frontman Les Claypool som spelar på en Whamola.

Whamola är ett basinstrument som har populariserats av Les Claypool. 
Whamolan är ganska ovanligt instrument som ofta tillverkas på beställning av antingen instrumentmakare eller av musiker själva, skaparen av instrumentet är dock okänt. Instrumentet har bland annat använts av Les Claypool i låten "Whamola" från albumet "Purple Onion", en remix av låten har även använts som introt till tv-serien South Park.

## Uppbyggnad
Instrumentet använder en lång pinne och ett handtag för att hålla fast en sträng, ofta en kontrabassträng som man slår på med en trumpinne. Tonhöjden ändras genom att antingen dra up eller ner på handtaget där strängen sitter fast. Whamolan använder också ofta en baspickup för att ta upp ljudet från strängen.